# Ernest Burnat

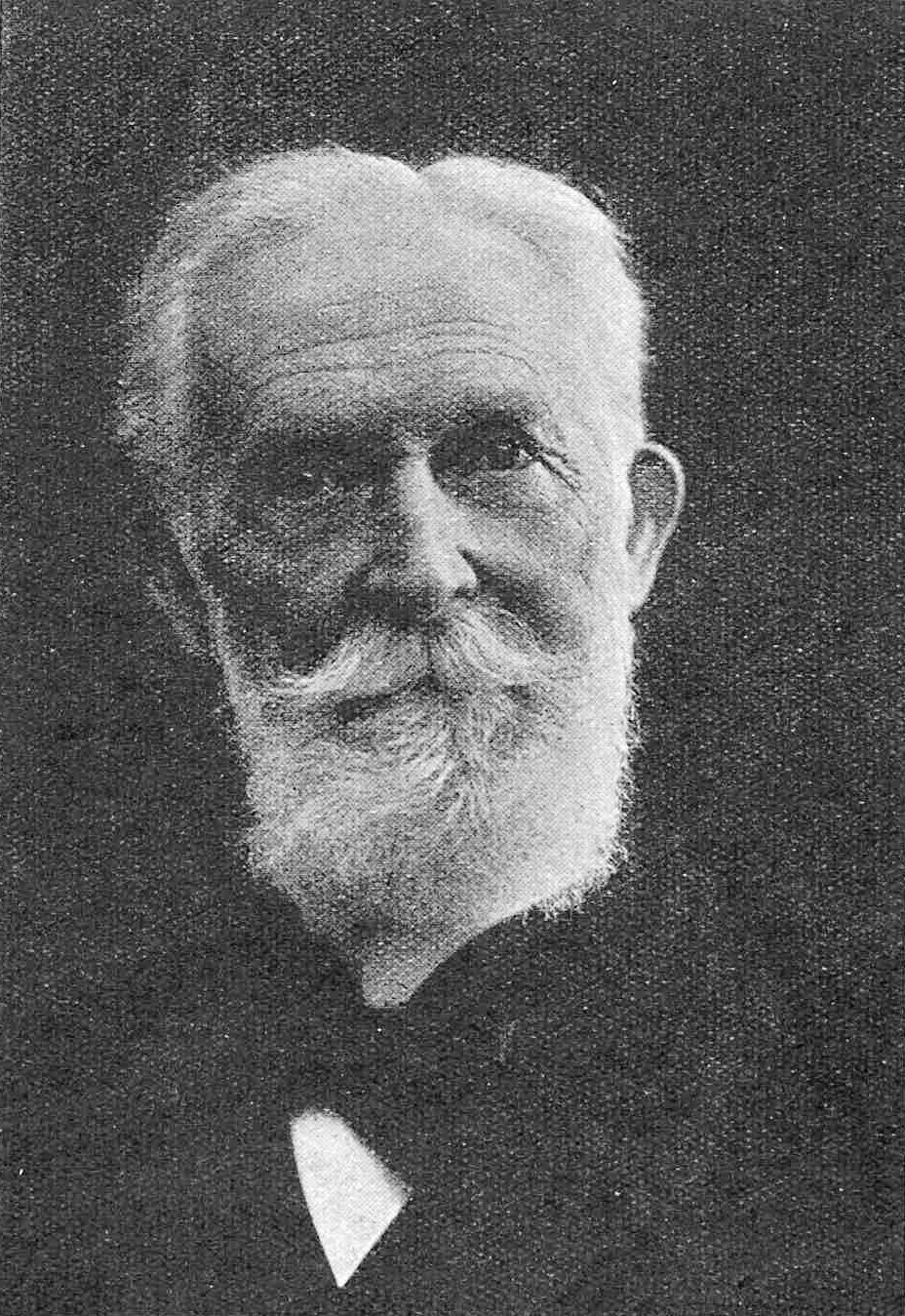
Ernest Burnat
(Bulletin technique de la Suisse romande, 1923)

Ernest Burnat (* 7. Oktober 1833 in Vevey; † 3. Dezember 1922 ebenda) war ein schweizerischer Architekt.

## Leben
Ernest Burnat war der Sohn von Pierre-Emmanuel-Auguste Burnat und Hélène du Fresne und der Bruder des Ingenieurs Emile Burnat. Er besuchte das Institut Sillig in Vevey, die Mittelschule in Genf und die Zeichenschule in Mülhausen und anschliessend von 1854 bis 1859 die École nationale supérieure des beaux-arts de Paris.
Seit 1860 führte er in Vevey zusammen mit Charles Nicati, dem Bürgermeister von Vevey, ein Architekturbüro. Er unterrichtete in Lausanne Architektur. Vom Büro Burnat-Nicati stammen die Pläne mehrerer Hotelbauten im Gebiet der Riviera am Genfersee, zum Beispiel für das Hôtel du Lac in Vevey und das Hôtel National in Montreux, und des Kursaals von Montreux.
Unter dem Kantonsarchäologen Albert Naef war er Mitglied der Kommissionen für die Restaurierung der Burg Chillon und der Kathedrale von Lausanne sowie anderer Bauwerke. Auf beiden Baustellen arbeitete auch sein Sohn, der Architekt Adolphe Burnat, mit.
Ernest Burnat schuf das Bühnenbild der Fête des Vignerons 1865 und 1889. Und er war massgeblich an der Entstehung des Musée Jenisch in Vevey beteiligt.